# Cavalerie de ligne

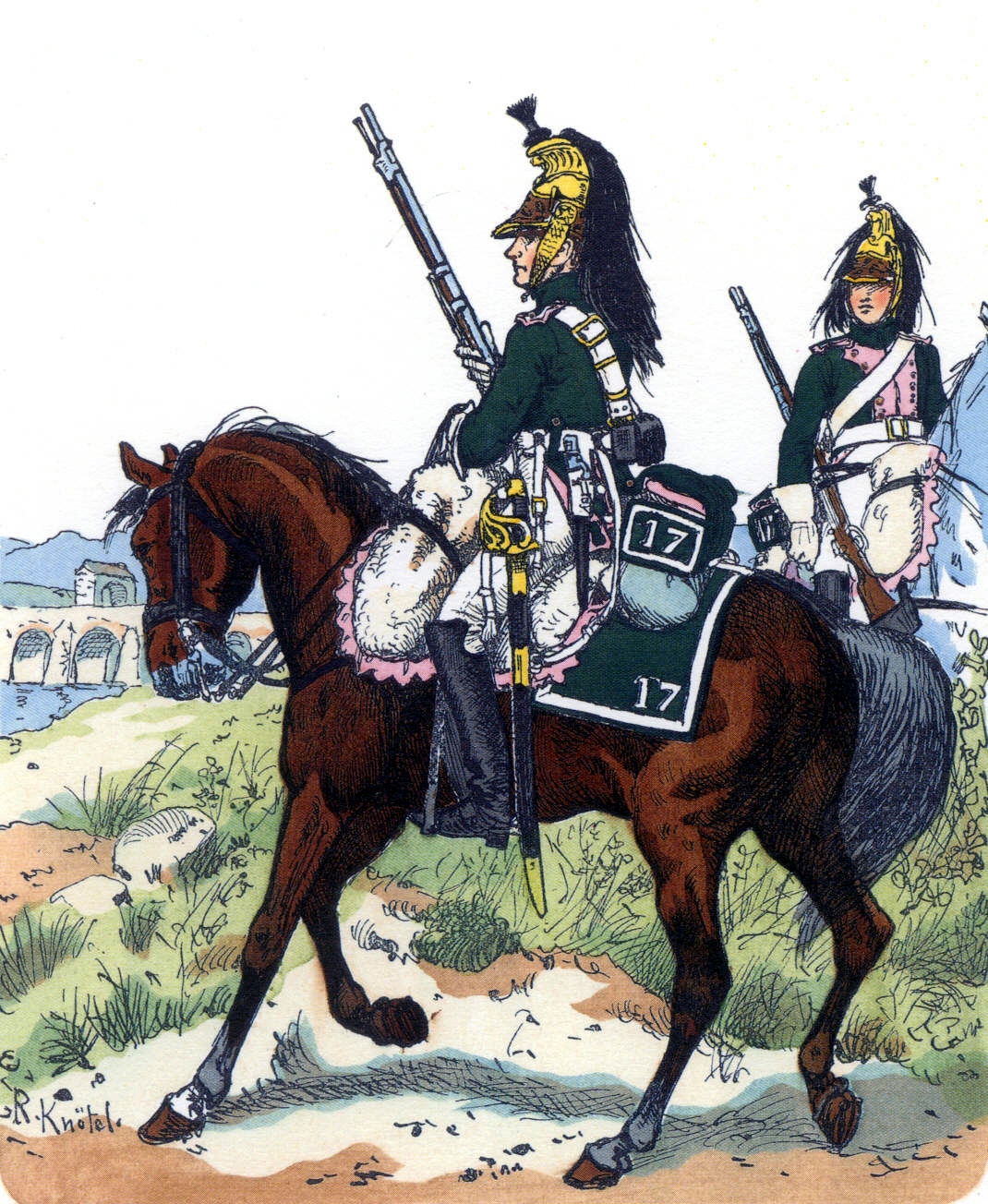
Dragons français en 1812, par Richard Knötel.

La cavalerie de ligne est une notion issue du Premier Empire, regroupant les lanciers montés et les dragons. Elle avait pour fonction de percer les lignes ennemies et laisser ainsi le passage à l'infanterie. Les chevaux employés mesuraient généralement de 1,53 m à 1,55 m.